# Eutelia diehli
Eutelia diehli is een vlinder uit de familie van de Euteliidae. De wetenschappelijke naam van de soort is voor het eerst geldig gepubliceerd in 1982 door Kobes.